# Aulacocentrum nigrum
Aulacocentrum nigrum är en stekelart som beskrevs av Ku och Park 1997. Aulacocentrum nigrum ingår i släktet Aulacocentrum och familjen bracksteklar. Inga underarter finns listade.